# HD 217642
HD 217642，又名CD-3715047，SAO 214261、HR 8760，是一颗恒星，视星等为6.47，位于銀經4.16，銀緯-65.17，其B1900.0坐标为赤經22h 57m 0.4s，赤緯-36° -65.17′ 28″。